# Jerry Moffatt
Jerry Moffatt (né en 1963) est un grimpeur anglais de haut niveau qui fut l'une des figures de l'escalade dans les années 1980.

## Biographie
À l'âge de 18 ans, il gravit Little Plum  dans le Derbyshire, alors considérée comme la voie la plus difficile du pays. Au début des années 1980 il entre en compétition avec Ron Fawcett pour le titre du meilleur grimpeur anglais. En 1983 il gravit une voie très difficile dans The Great Wall de Clogwyn Du'r Arddu, au nord du mont Snowdon. Après plusieurs années sur le devant de la scène, il doit s'interrompre deux ans afin de soigner une blessure au coude, due au surentrainement et devant être opérée. Puis il revient sur la scène en participant aux compétitions d'escalade, avec comme point culminant une victoire aux championnats du monde de Leeds en 1989.

## Films
- Hard Grit (1998)

## Livres
- Jerry Moffatt Revelations Vertebrate Graphics Ltd, 2009 (grand prix du festival de livres de montagne de Banff 2009).